# Kleine Staat
De Kleine Staat is een straat in het centrum van de Nederlandse stad Maastricht. De aanduiding 'staat' wijst op het stedelijk gezag en de rechtspraak die hier (en in de Grote Staat) vroeger gevestigd waren; 'klein' houdt waarschijnlijk verband met de lengte van de straat. De Kleine Staat is onderdeel van de hoofdroute tussen Vrijthof en Sint Servaasbrug, ligt midden in het voetgangersgebied van Maastricht en is een belangrijke winkelstraat.

## Geschiedenis
Door archeologisch onderzoek is vastgesteld dat het tracé van de Romeinse hoofdweg, tegenwoordig meestal aangeduid als Via Belgica, iets ten oosten van de huidige Kleine Staat liep. Opgravingen hebben aangetoond dat hier, ten noorden van de nederzettingskern die vlak bij de Romeinse brug van Maastricht lag, al in de 1e eeuw na Chr. gewoond en gewerkt werd. De opgravingen bevestigen het beeld van Romeins Maastricht als een bescheiden provinciaal-Romeinse nederzetting, bestaande uit een kern van stenen gebouwen (het latere castrum bij de brug), een grote begraafplaats (op het Vrijthof) en daar tussenin langgerekte, op de weg georiënteerde percelen met gebouwen van hout en leem.

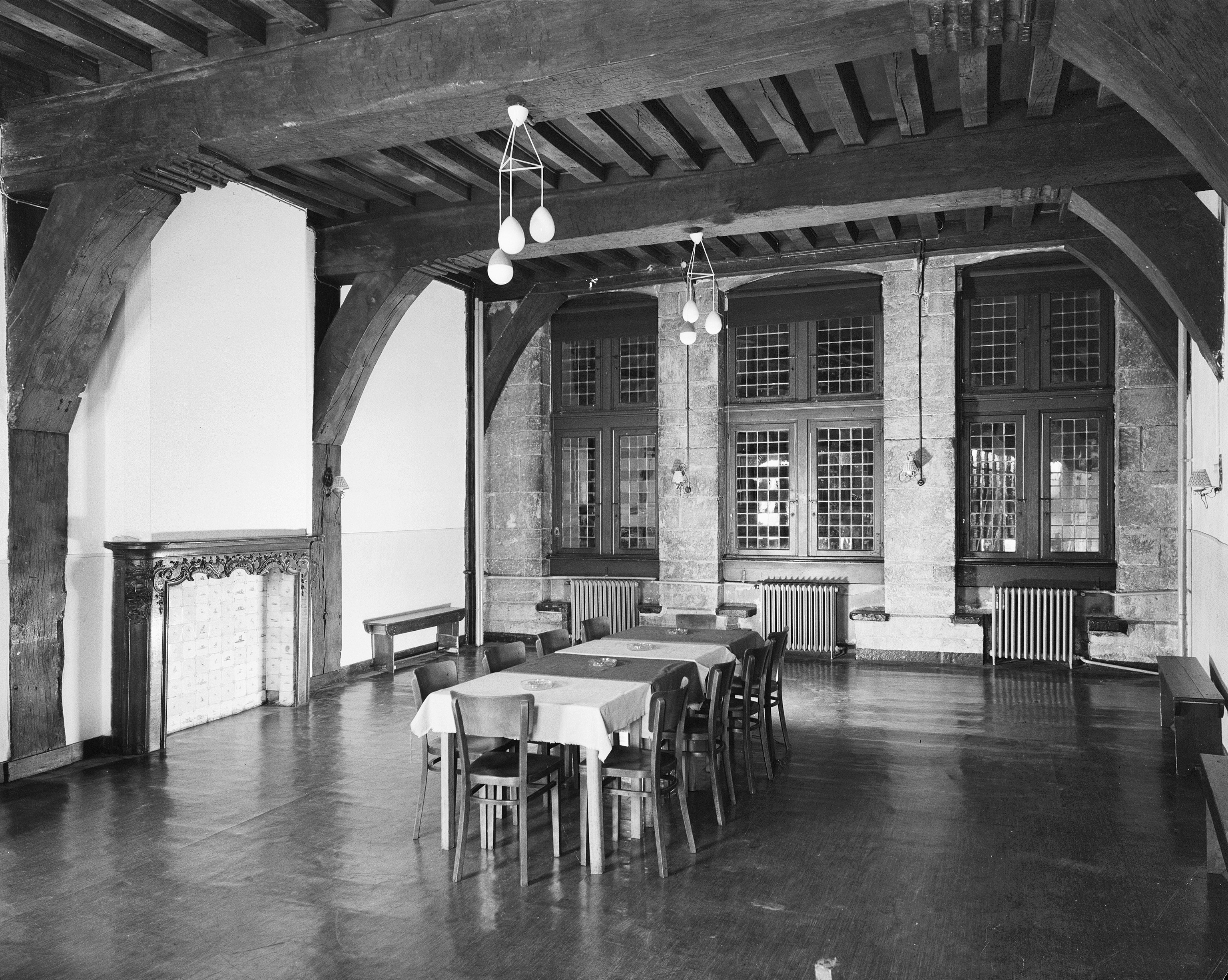
Het Dinghuis (2e etage) met in de loop der eeuwen vele en uiteenlopende gebruikers

Aan de kant van de Kersenmarkt stond de Gosewijnstoren (of Gosmarstoren), een middeleeuwse woontoren of donjon. Het deel van de Kleine Staat nabij het Dinghuis werd aangeduid als 'Voor het Dinghuis' of 'Voor het Kruis', dat laatste omdat hier waarschijnlijk een kruis stond. Het Dinghuis, waar het hooggerecht zetelde, lag schuin tegenover De Lanscroon en De Liebaert in de Grote Staat, waar het laaggerecht en het burgerlijk bestuur van de stad waren gevestigd. De naam Kleine Staat is pas vanaf de 18e eeuw gedocumenteerd, maar is waarschijnlijk ouder. Dit was de plek waar het gezag, de staat, was gevestigd.
Het Dinghuis verloor een deel van zijn belang, nadat in 1664 het stadhuis op de Markt in gebruik was genomen. Wel bleef het gebouw in gebruik als gevangenis en functioneerde de toren als uitkijkpost. Het gebouw werd verder benut door diverse stedelijke instanties en er vergaderden enkele ambachten. In Maastricht bestonden geen gilden maar ambachten. De 23 Maastrichtse ambachten hadden ook geen gildehuizen, maar leuben (meestal een soort voorkamer of loggia in een gewoon huis).
Na de Franse tijd veranderde het karakter van de centrumstraten geleidelijk, ook van de Kleine Staat. Door de opheffing van de ambachten verdwenen de leuben uit het straatbeeld. In de loop van de 19e eeuw vertrokken kleine bedrijven en handwerkslieden (zoals zilversmeden, kleermakers en schoenmakers). Ervoor in de plaats kwamen steeds meer winkels, vanaf begin 20e eeuw ook filialen van grootwinkelbedrijven. In 1908 opende het van oorsprong Belgische Grand Bazar een vestiging aan de Kleine Staat 24. Het voor die tijd moderne warenhuis bestond uit een ruime hal met een galerij en een monumentale trap onder een enorme lichtkoepel. De in het oog springende gevel in art-nouveaustijl was uitgevoerd met veel glas. In 1970 werd een deel van het Belgische bedrijf overgenomen door Vroom & Dreesmann, die het pand sloopte en er een uitbreiding van het bestaande warenhuis in de Grote Staat realiseerde, dat daarmee de grootste V&D van Zuid-Nederland werd. In 2002 werden beide bouwdelen weer gescheiden; in het pand aan de Kleine Staat-Kersenmarkt-Achter het Vleeshuis is thans De Bijenkorf gevestigd.
Van 1896 tot 1902 reed een gemeentelijk gastram door de Kleine Staat. Wegens slechte prestaties werd deze in 1903 vervangen door een paardentram. De Maastrichtsche Tram verzorgde tot 1914 het openbaar vervoer tussen het Wycker stationsgebied en de Boschstraat, via Vrijthof en Markt. Vanaf 1918 nam Stadsbus Maastricht die taak over.
Begin jaren 1970 werd de straat voetgangersgebied. Gedurende de laatste decennia hebben veel lokale winkels plaats gemaakt voor winkelketens en franchise-ondernemingen. Enkele bekende, verdwenen zaken zijn: warenhuis Grand Bazar, kledingzaak Medaillon, boekhandel Veldeke, de drogisterijen Daniëls, Hennekens en Benelux, supermarkt Edah, delicatessenzaak Finbec, patisserie Centrale, lunchroom Coenegracht, het Kousenhuis en de dansgelegenheid Carlton.
Begin 21e eeuw is het gehele kernwinkelgebied van Maastricht gerenoveerd, waarbij ook de bestrating, het straatmeubilair en de straatverlichting in de Kleine Staat zijn vernieuwd.

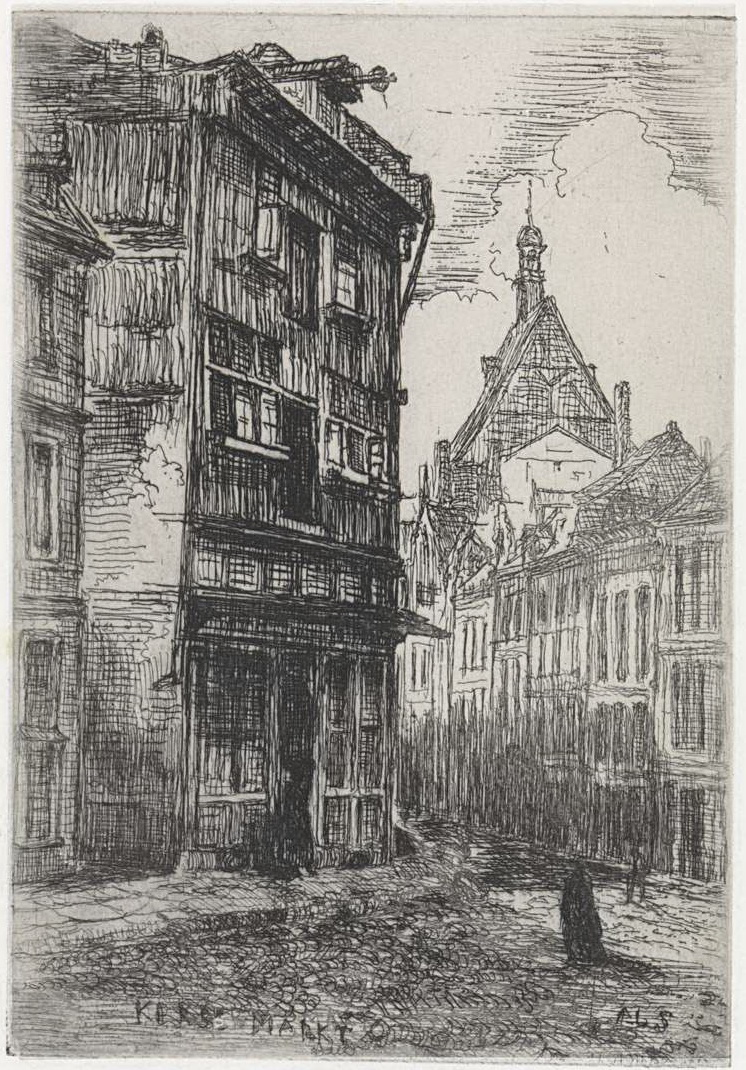
Kersenmarkt en Kleine Staat, 19e eeuw
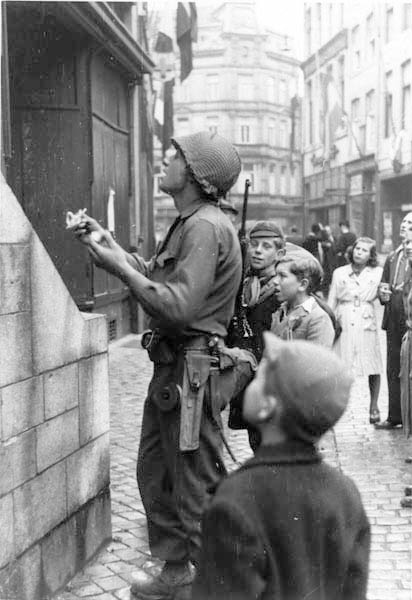
Amerikaanse militair bij het Dinghuis, 14 sept. 1944
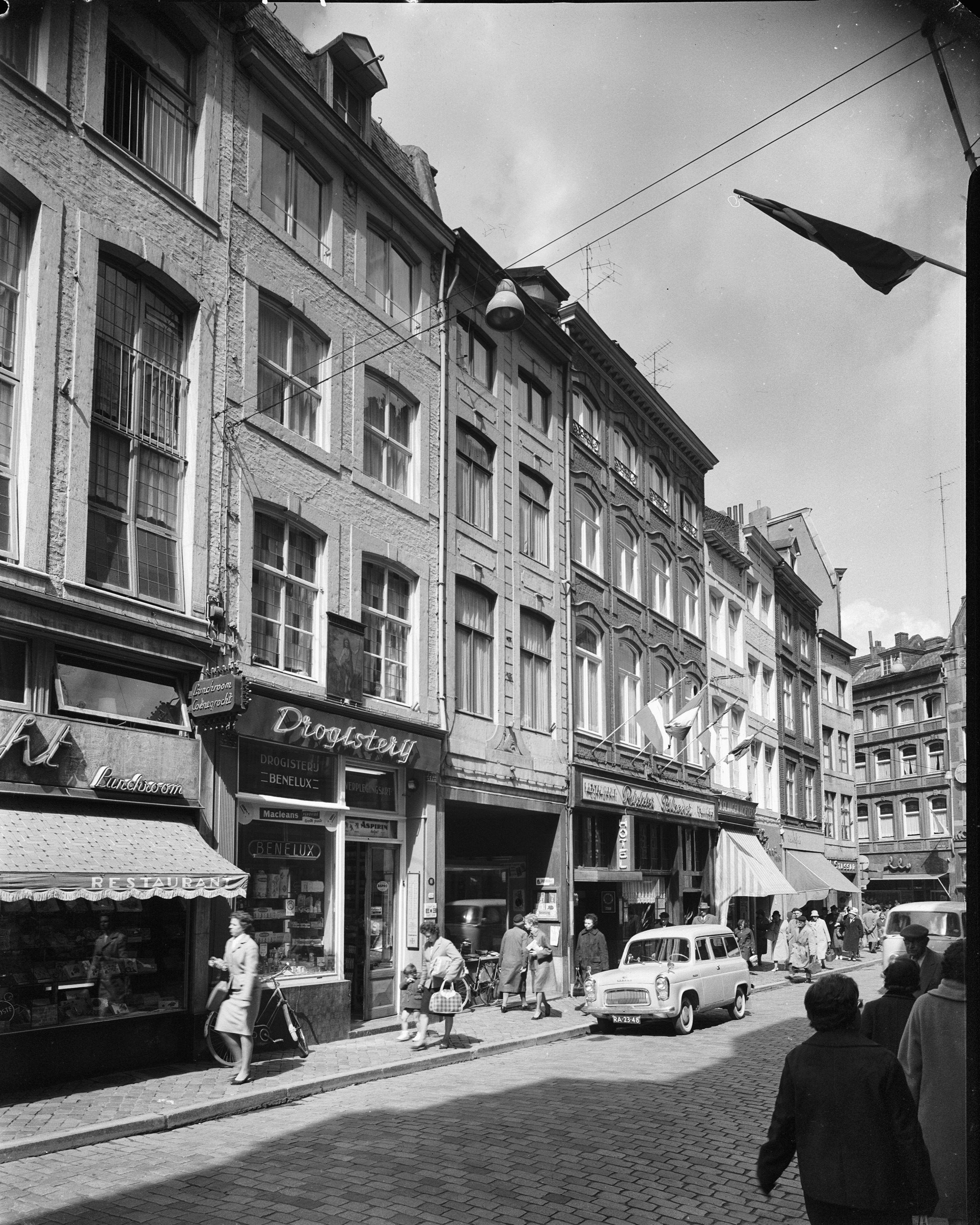
Westzijde Kleine Staat, 1962
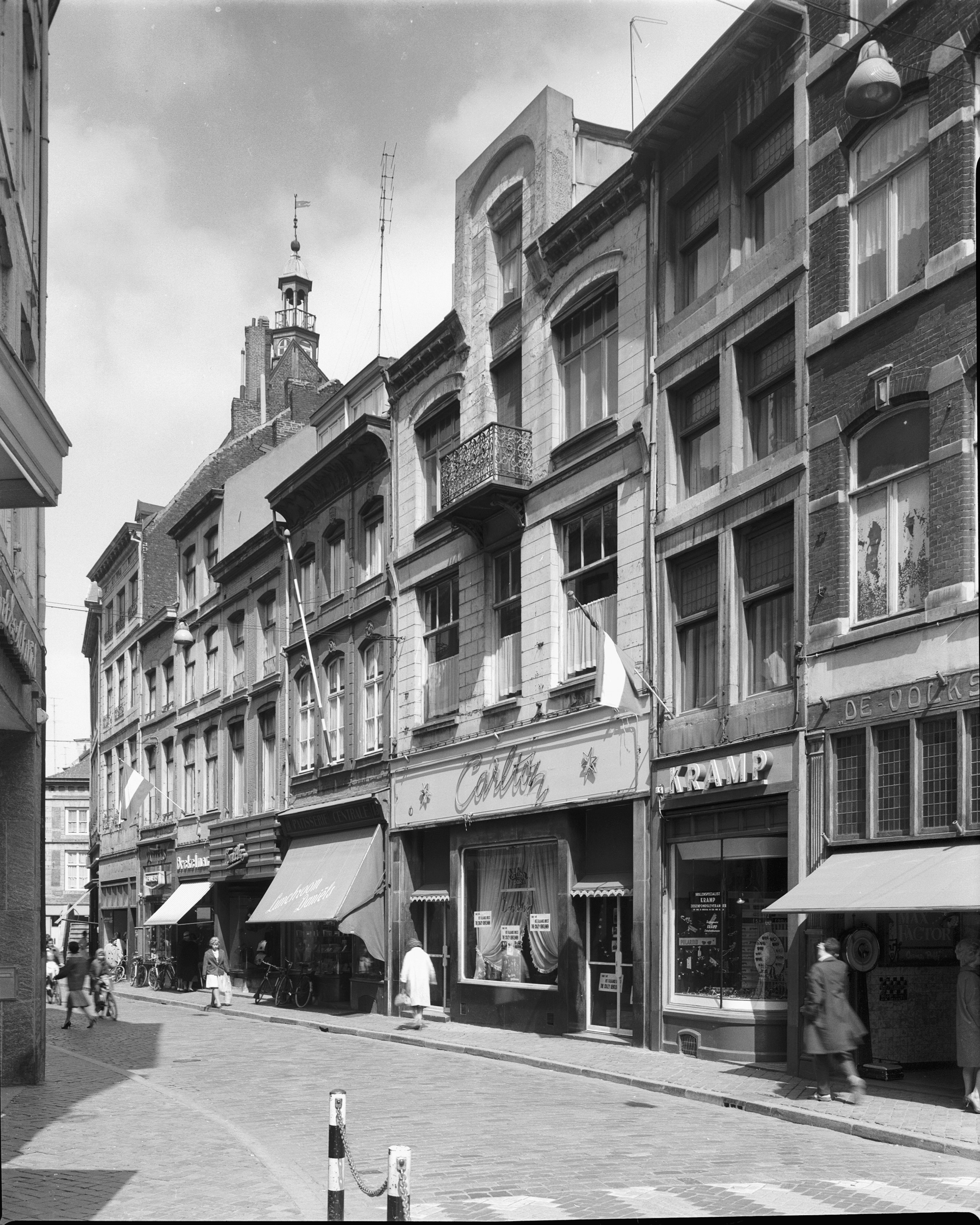
Oostzijde Kleine Staat, 1962

## Bezienswaardigheden

### Rijksmonumenten

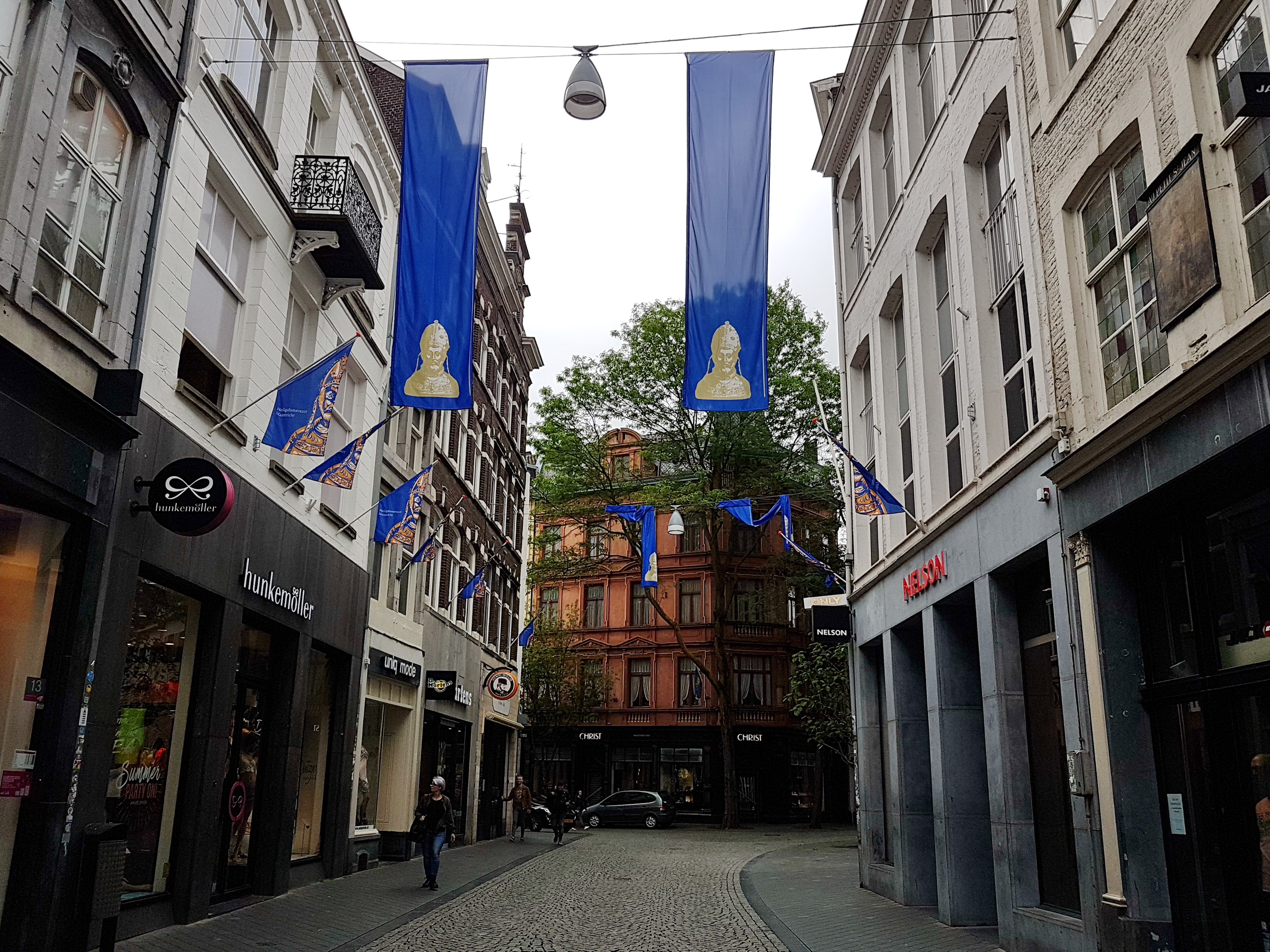
De Kleine Staat tijdens de Heiligdomsvaart van 2018

Hoewel de Kleine Staat slechts 75 meter lang is en het aanzien van de straat te lijden heeft gehad van cityvorming, liggen er 16 rijksmonumenten. De meeste panden, ook de rijksmonumenten, hebben gemoderniseerde winkelpuien. Daarboven zijn 17e-, 18e- en 19e-eeuwse gevels te herkennen, vaak met vensteromlijstingen van blauwe hardsteen, soms nog met gevelstenen (nrs. 7, 14 en 16). Kleine Staat 13 heeft een kroonlijst die aan de onderkant versierd is met putti. De huizen in de Kleine Staat zijn over het algemeen hoog. Hoewel de gevels vanaf de straat slechts drie of vier bouwlagen doen vermoeden, zijn bijna alle huizen onderkelderd en hebben zeer hoge daken, waaronder twee, soms drie verdiepingen schuilen.
Het Dinghuis is het belangrijkste monument in de Kleine Staat en domineert met zijn hoge, laatgotische gevel niet alleen de Kleine, maar ook de Grote Staat. Het gebouw was aanvankelijk nog hoger, maar werd eind 18e eeuw met een etage verlaagd, nadat het in 1793 door een bom was getroffen. De hardstenen gevel wordt bekroond door een fronton over de volle breedte, waarin een klok is aangebracht. De halfronde timpanen boven de vensters hebben gotisch maaswerk. De entree bevindt zich op de eerste etage en is te bereiken via een dubbele trap. Boven het hoog opgaande dak torent een barokke dakruiter. Het gebouw is in gebruik als VVV-kantoor.

### Moderne architectuur
De in het oog springende art-nouveaugevel van de Grand Bazar werd rond 1970 vervangen door een saaie baksteengevel van Vroom & Dreesmann. Deze maakte in 2003 plaats voor de grotendeels glazen pui van De Bijenkorf van architect Kees Rijnboutt. De gevel ligt deels aan de Kleine Staat, deels aan de Kersenmarkt, in de as van de Maastrichter Brugstraat. Een hoogopgaand glazen trappenhuis geeft aan de kant van de Kleine Staat een opvallend accent.

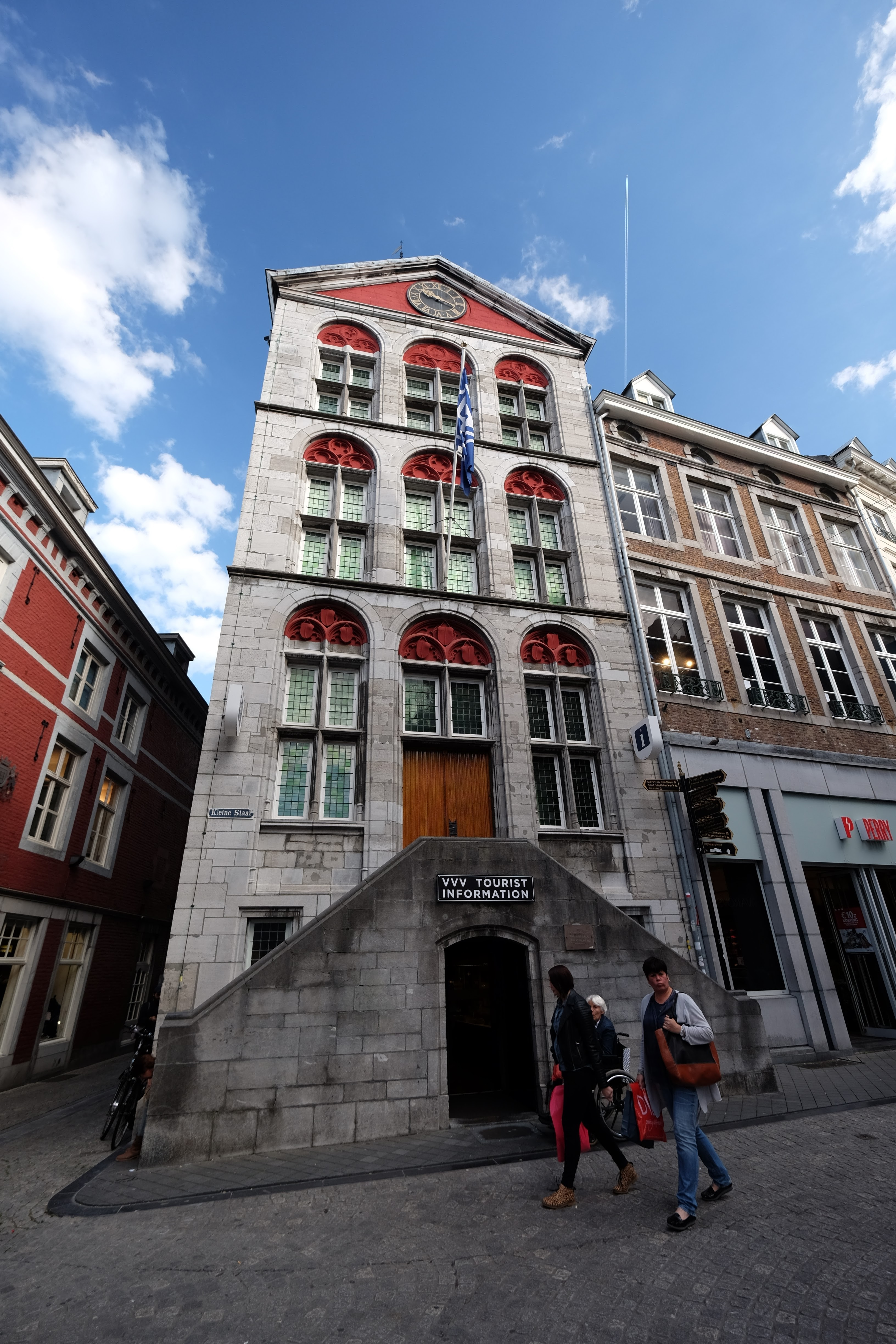
Dinghuis en Kleine Staat 3
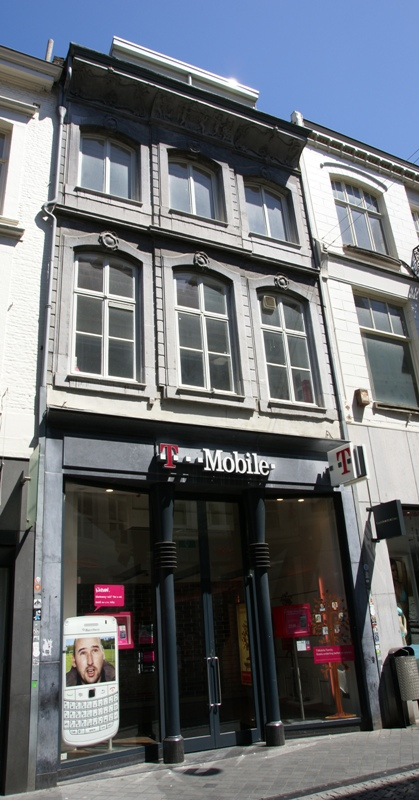
Kleine Staat 13
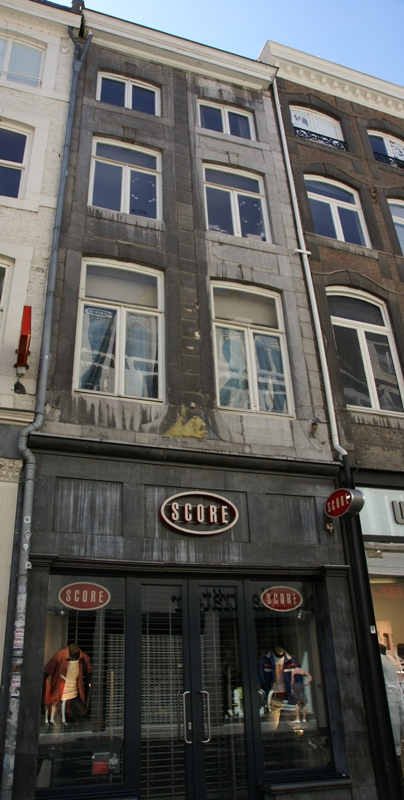
Kleine Staat 14
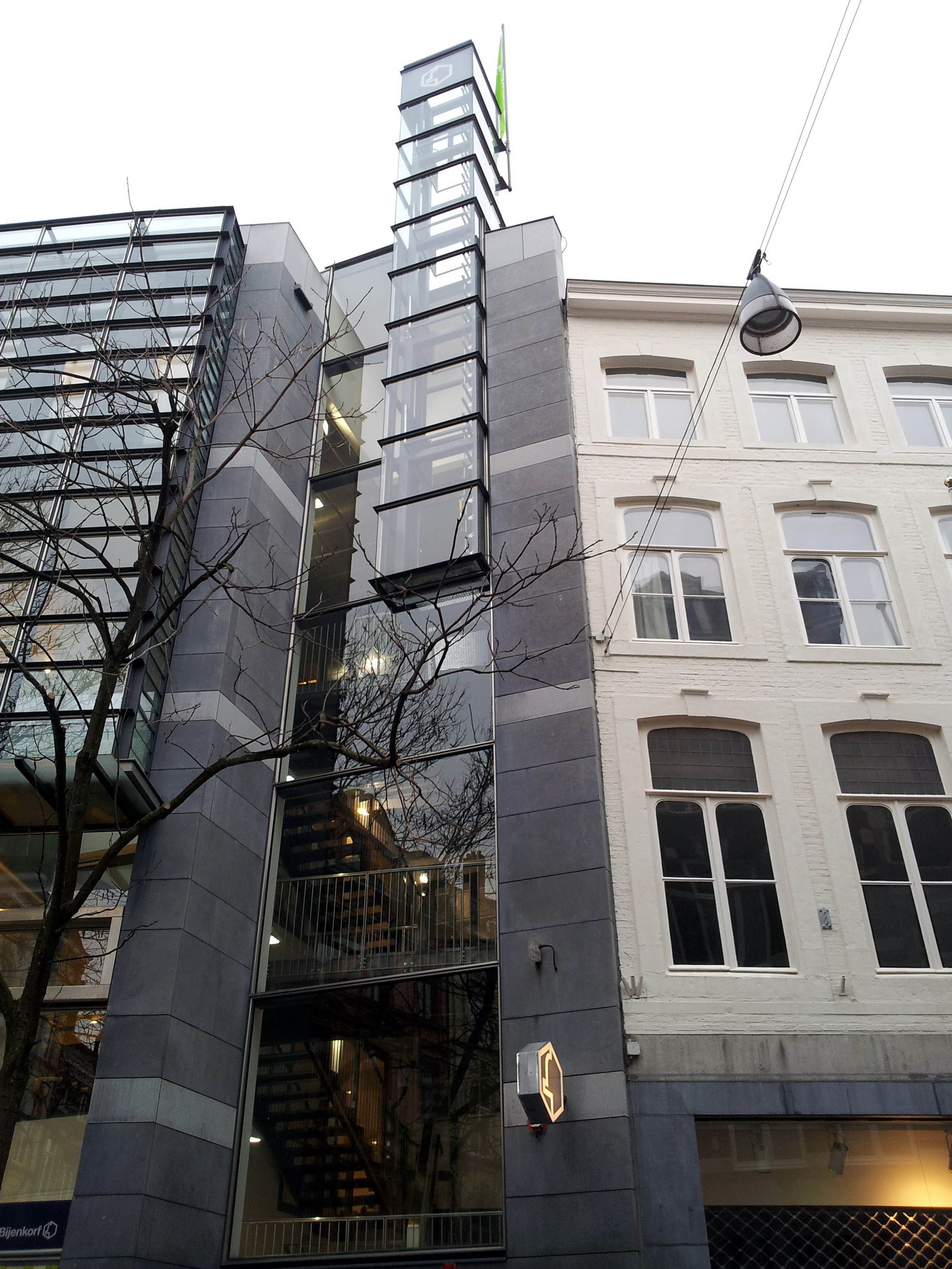
Traptoren Bijenkorf

## Trivia
- De Maastrichtse vioolbouwer Andries Gambon had begin 19e eeuw zijn werkplaats en winkel in de Kleine Staat. Het Journal de la province de Limbourg meldde in 1818 dat ene A. Gambon daar uitverkoop hield "aan eenen civielen prys, alle zyne waaren, bestaande in musiek-instrumenten, teken gereedschap, een assortiment zweepen, eenen groote kwantiteit handschoenen, groote sponsen en andere zaken".[11]
- In 1930 opende de uit Den Bosch afkomstige bakker Piet Hendrix in het souterrain van het Dinghuis en de naastgelegen kelder van het pand Kleine Staat 3 een op Duitse voorbeelden geïnspireerde 'Raadskelder'. Hendrix bezat in Den Bosch en Utrecht al soortgelijke uitgaansgelegenheden. Het interieur was betegeld met Oudhollandse tegels en de kunstenaars Piet Koppens en Jan Grégoire maakten enkele historische wandschilderingen. De Raadskelder was geen lang leven beschoren; in 1937 sloot de zaak.[12]
- In 1948 werd de kelder van het Dinghuis ingericht tot poppentheater, de zogenaamde Poesjenellenkelder, vanaf 1953 geleid door de bekende poppenspeler Pieke Dassen. Tot 1967 werden er talloze, succesvolle voorstellingen gespeeld, waaronder politiek theater.[13]
- De dancing Carlton was begin jaren zestig een populaire uitgaansgelegenheid met livemuziek, waar men 'op chic' naartoe ging. In de zomer van 1962 speelde er het orkest The crazy gentlemen.
- De naam van de straat (Staat zonder r) is voor velen problematisch. In talloze publicaties worden de namen van zowel Grote als Kleine Staat verkeerd gespeld.